# Florian Howald
Florian Howald (* 20. August 1991 in Oberönz) ist ein Schweizer Orientierungsläufer.

## Sportliche Laufbahn
An den Orientierungslauf-Weltmeisterschaften 2016 in Strömstad gewann er Silber in der Sprintstaffel mit dem Schweizer Team, gemeinsam mit Rahel Friederich, Martin Hubmann und Judith Wyder.
An den Orientierungslauf-Europameisterschaften 2016 in Tschechien gewann er Silber im Einzel-Sprint und überraschend Gold mit dem zweiten Schweizer Team mit Baptiste Rollier und Martin Hubmann.
An den Orientierungslauf-Weltmeisterschaften 2017 gewann er erneut eine Medaille in der Sprintstaffel. Diesmal gewann er Bronze mit seinen Kollegen Elena Roos, Martin Hubmann and Sabine Hauswirth, hinter dem dänischen und dem schwedischen Team.
An den Orientierungslauf-Europameisterschaften 2018 im Tessin in der Schweiz gewann er Silber in der Mitteldistanz. Gemeinsam mit Matthias Kyburz and Daniel Hubmann bildete er das Männer-Team, das Silber in der Staffel holte. Er gewann die Sprintstaffel gemeinsam mit Judith Wyder, Martin Hubmann und Elena Roos.
An den Orientierungslauf-Weltmeisterschaften 2018 in Lettland gewann er Silber in der Staffel, Bronze in der Sprintstaffel und ebenfalls eine Bronze-Medaille in der Mitteldistanz.
Im September 2023 gab er seinen Rücktritt vom Spitzensport auf Ende der Saison bekannt.

## Persönliches
Howald arbeitet als Umweltingenieur beim Ingenieurbüro EBP.
Am 26. August 2023 heiratete er die Orientierungsläuferin Elena Roos.